# Tony Heinz
Tony F. Heinz (* 30. April 1956 in Palo Alto) ist ein US-amerikanischer Physiker.
Heinz studierte an der Stanford University mit dem Bachelor-Abschluss 1978 und wurde 1982 an der University of California, Berkeley, in Physik promoviert. Von 1983 bis 1995 war er am Thomas J. Watson Research Center von IBM. Er war Professor an der Columbia University und ist Professor an der Stanford University.
2008 erhielt er den Julius-Springer-Preis für angewandte Physik. 1996 erhielt er den Humboldt-Forschungspreis. Er ist Fellow der American Physical Society. Heinz gehört zu den hochzitierten Wissenschaftlern. Seit 2019 zählt ihn der Medienkonzern Clarivate zu den Favoriten auf einen Nobelpreis (Clarivate Citation Laureates). Für 2020 wurde Heinz der William F. Meggers Award der Optical Society of America zugesprochen, für 2021 der Medard W. Welch Award der American Vacuum Society, für 2022 der Arthur-L.-Schawlow-Preis für Laserphysik der American Physical Society. 2024 wurde Heinz zum Mitglied der National Academy of Sciences gewählt.
Er befasst sich mit ultraschneller Laserspektroskopie (Femtosekunden-Pulse) und untersucht damit Dynamik an Oberflächen. Seine Gruppe untersucht elektronische und optische Eigenschaften wenige Atome dünner zweidimensionaler Systeme (wie Graphen oder ultradünnen Kristallen aus Übergangsmetall-Di-Chalkogen-Verbindungen).

## Schriften (Auswahl)
- mit F. Wang u. a.: The optical resonances in carbon nanotubes arise from excitons. In: Science, Band 308, 2005, S. 838–841; doi:10.1126/science.1110265.
- mit K. F. Mak u. a.: Measurement of the optical conductivity of graphene. In: Physical Review Letters, Band 101, 2008, S. 196405; doi:10.1103/PhysRevLett.101.196405.
- mit K. F. Mak u. a.: Atomically Thin MoS2. A New Direct-Gap Semiconductor. In: Physical Review Letters, Band 105, 2010, S. 136805; doi:10.1103/PhysRevLett.105.136805.
- mit C. Lee u. a.: Anomalous Lattice Vibrations of Single- and Few-Layer MoS2. In: ACS Nano, Band 4, 2010, S. 2695–2700; doi:10.1021/nn1003937.
- mit K. F. Mak u. a.: Control of valley polarization in monolayer MoS2 by optical helicity. In: Nature Nanotechnology, Band 7, 2012, S. 494.
- mit S. Z. Butler u. a.: Progress, challenges, and opportunities in two-dimensional materials beyond graphene. In: ACS Nano, Band 7, 2013, S. 2898–2926; doi:10.1021/nn400280c.
- mit K. F. Mak u. a.: Tightly bound trions in monolayer MoS2. In: Nature Materials, Band 12, 2013, S. 207.
- mit A. M. Van Der Zande u. a.: Grains and grain boundaries in highly crystalline monolayer molybdenum disulphide. In: Nature Materials, Band 12, 2013, S. 554.
- mit X. Xu u. a.: Spin and pseudospins in layered transition metal dichalcogenides. In: Nature Physics, Band 10, 2014, S. 343.
- mit C. H. Lee u. a.: Atomically thin p–n junctions with van der Waals heterointerfaces. In: Nature Nanotechnology, Band 9, 2014, S. 676.